# Parque nacional del Pirin
El Parque Nacional del Pirin se extiende por la mayor parte de las montañas del Pirin, en el suroeste de Bulgaria. Fue declarado Patrimonio de la Humanidad por la Unesco en 1983. El parque tiene una extensión de 274 km², y su altitud varía entre 1.008 y 2.914 m s. n. m.
En los límites del parque se sitúan dos reservas naturales: Bayuvi Dupki–Dzhindzhiritsa y Yulen.

## Historia

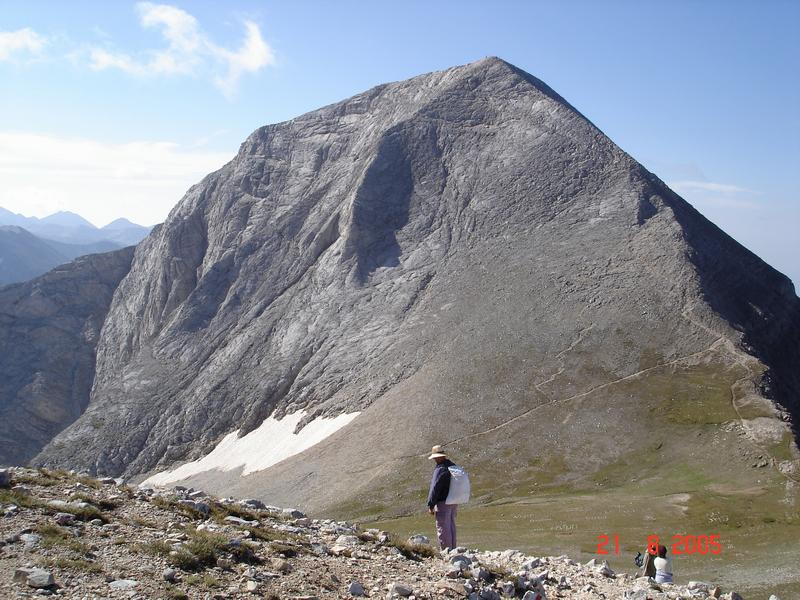
Vihren, El pico más alto de Pirin, está situado en el interior del parque.

Los límites del parque y su tamaño han tenido numerosos cambios a lo largo del tiempo.
El parque nacional de Vihren fue creado el 8 de noviembre de 1962 con la intención de preservar los bosques situados en las zonas más altas de la montaña. El parque tenía una superficie de 62 km², que corresponden a una pequeña parte del su territorio actual. El parque fue renombrado « Parque del pueblo de Pirin » en 1974 por un decreto ministerial y su territorio se vio considerablemente agrandado.
La administración del parque fue creado en 1979 y su sede se encuentra en Bansko.  El parque se incluyó en la lista del Patrimonio de la Humanidad de la Unesco en 1983, y después que una ley sobre la espacios protegidos fue aprobada en 1998, el área fue declarada parque nacional.